# Down The Rabbit Hole
Down The Rabbit Hole, kortweg DTRH, is een driedaags muziekfestival dat voor het eerst in 2014 werd gehouden, in recreatiepark De Groene Heuvels bij Ewijk (gemeente Beuningen) nabij Nijmegen. Het festival wordt georganiseerd door Mojo Concerts en in de markt gezet als "het kleine broertje" van Lowlands omdat er in de maand juni wel veel bands in Europa touren en er geen vast festival was waar deze acts konden spelen.
De eerste editie trok zo'n 10.000 bezoekers en had The Black Keys, Foals, MGMT en Damon Albarn als de belangrijkste optredende artiesten. Down The Rabbit Hole moet volgens festivaldirecteur Eric van Eerdenburg op termijn uitgroeien naar een festival met rond de 35.000 bezoekers. In 2024 werd de mijlpaal van 47.000 bezoekers bereikt.  In 2015 waren Damien Rice, Iggy Pop en The War on Drugs de hoofdacts en in 2016 was die rol weggelegd voor PJ Harvey, The National en Anohni.
Naast muziek worden er ook andere activiteiten georganiseerd zoals vlotten bouwen, keramiek bakken en een open podium. De drie podia "Hotot", "Fuzzy Lop" en "Teddy Widder" zijn genoemd naar konijnenrassen.
De eerste editie van Down The Rabbit Hole werd genomineerd voor twee European Festival Awards, als beste nieuwe festival en als beste middelgrote festival. Het won de award voor "Best New Festival".
De naam van het festival is ontleend aan Alice in Wonderland die een konijnenhol ingaat waarna zij in een lange val terecht komt: het begin van haar belevenissen.
De vormgeving van het festival wordt sinds 2014 gedaan door Jurriaan Hos en Merijn Hos.

## Programma
Hier is een Lijst van alle optredens op Down The Rabbit Hole.

### 2014
| Dag              | Hotot                                                                           | Teddy Widder                                                                                                   | Fuzzy Lop |
| ---------------- | ------------------------------------------------------------------------------- | --- | --- |
| Vrijdag 27 juni  | De Staat Little Dragon Damon Albarn                                             | The Black Marble Selection The Strypes The Brian Jonestown Massacre Rabbit Radio                               | Superfood The Soft Moon Frikstailers Floating Points & Motor City Drum Ensemble                              |
| Zaterdag 28 juni | James Vincent McMorrow DeWolff The Veils Half Moon Run Balthazar The Black Keys | Bassekou Kouyaté & Ngoni Ba Uncle Acid and The Deadbeats Thomas Dybdahl Tune-Yards Parquet Courts Rabbit Radio | TenTemPiés Kid Karate The Bohicas Electric Eye Hallo Venray La Chiva Gantiva Filosofischestilte Lone Benji B |
| Zondag 29 juni   | Admiral Freebee Warpaint The Naked and Famous MGMT Foals                        | Taymir Hozier Poliça Temples Los de Abajo Rabbit Radio                                                         | Eaves John Wizards Kuroma Courtney Barnett Syd Arthur Analog Africa Greg Wilson                              |

### 2015
| Dag              | Hotot                                                                    | Teddy Widder                                                                  | Fuzzy Lop |
| ---------------- | ------------------------------------------------------------------------ | ----------------------------------------------------------------------------- | --- |
| Vrijdag 26 juni  | Blaudzun Death from Above 1979 Oscar and the Wolf Ryan Adams Damien Rice | Black Bottle Riot Songhoy Blues zZz Flying Lotus Patti Smith & Perform Horses | Misun Rangleklods Orkesta Mendoza Rats on Rafts Clark Throes + The Shine Omar Souleyman Hunee & Thomas Martojo                                           |
| Zaterdag 27 juni | Rhye Damian Marley Alabama Shakes Róisín Murphy Iggy Pop                 | JD McPherson Glass Animals The Gaslamp Killer The Cat Empire FKA twigs        | Elias Happyness Benjamin Booker Dolomite Minor Meridian Brothers Goat Jameszoo The Gaslamp Killer Ganz                                                   |
| Zondag 28 juni   | Jungle by Night Andrew Bird Che Sudaka Seasick Steve The War on Drugs    | Max Richter Other Lives Birth of Joy Roosbeef Leftfield                       | BØRNS Natalie Prass Young Fathers Ghostpoet King Gizzard & the Lizard Wizard Motorpsycho Wilde haren by night: Roger Brouwn, Yung Felix, SirOJ, FS Green |

### 2016
| Dag              | Hotot                                                                                 | Teddy Widder                                                                    | Fuzzy Lop                                                                                     |
| ---------------- | ------------------------------------------------------------------------------------- | ------------------------------------------------------------------------------- | --------------------------------------------------------------------------------------------- |
| Vrijdag 24 juni  | Fresku Michael Kiwanuka Nathaniel Rateliff & The Night Sweats Mac DeMarco PJ Harvey   | Sivert Høyem Pauw Courtney Barnett Everything Everything                        | Oscar Sun Kil Moon Parquet Courts Matisyahu Spidergawd Vaudou Game                            |
| Zaterdag 25 juni | My Baby Charles Bradley and His Extraordinaires De Staat Lianne La Havas The National | Baloji Eefje de Visser The Cinematic Orchestra Savages Glen Hansard Flume       | Woods Whitney Rhodes Kelela Sonido Gallo Negro Mura Masa Ty Segall and the Muggers            |
| Zondag 26 juni   | Pat Thomas & Kwashibu Area Band Nothing But Thieves Rico & Sticks Suede Anohni        | Kovacs Alex Vargas Dubioza Kolektiv Daughter MØ Fun Lovin' Criminals Reza Athar | Howard Frightened Rabbit Car Seat Headrest The Sore Losers The London Souls DMA's White Denim |

### 2017
| Dag              | Hotot                                                          | Teddy Widder                                                                              | Fuzzy Lop                                                                             |
| ---------------- | -------------------------------------------------------------- | ----------------------------------------------------------------------------------------- | ------------------------------------------------------------------------------------- |
| Vrijdag 23 juni  | My Baby Cage the Elephant Bear's Den Bonobo (Live) Moderat     | Pink Oculus Pond Tash Sultana Rag'n'Bone Man Trentemøller Teddy Takeover                  | All We Are Julia Jacklin Nick Mulvey Wand Weval Slaves Nathan Fake Dollkraut (DJ set) |
| Zaterdag 24 juni | Babylon Circus Bazart Typhoon Soulwax Fleet Foxes              | Orchestra Baobab Sohn Spinvis Benjamin Clementine NAO Nicolas Jaar 2manydjs (DJ set) FOMO | Navarone Izzy Bizu Warhaus Moss Sinkane Confidence Man Mr. Scruff                     |
| Zondag 25 juni   | Milky Chance Temples Xavier Rudd De La Soul Oscar and the Wolf | Maggie Rogers The Avalanches Spoon Warpaint Father John Misty Arnold 2.0 & Brutus         | Coely Hamilton Leithauser Cabbage The Lemon Twigs Roosevelt Ho99o9                    |

### 2018
| Dag              | Hotot                                                                                             | Teddy Widder                                                                                                  | Fuzzy Lop                                                                           |
| ---------------- | ------------------------------------------------------------------------------------------------- | --- | ----------------------------------------------------------------------------------- |
| Vrijdag 29 juni  | De Jeugd van Tegenwoordig Leon Bridges Black Rebel Motorcycle Club MGMT Queens of the Stone Age   | Curtis Harding Rival Sons Tom Misch Jorja Smith Jon Hopkins (Live) Teddy Takeover: Boye & Sunny Sjoerd        | Fufanu Kokoko! J. Bernardt Warmduscher Joe Goddard Parcels                          |
| Zaterdag 30 juni | Hannah Williams & The Affirmations Calexico Sampha David Byrne Anderson.Paak & The Free Nationals | Tamino La Femme James Holden & the Spirit Animals First Aid Kit Fever Ray OdeszaSaturnight Section            | Yungblud Muyayo Rif Masego Togo All Stars Idles Oh Sees Titia The Black Madonna     |
| Zondag 1 juli    | The Breeders Fink Jungle Franz Ferdinand Nick Cave and the Bad Seeds                              | Voorspel met Wende Wende Portugal. The Man St. Vincent Nils Frahm Goldlink Rabbit Radio feat. Arnold & Brutus | Bruno Major Moses Sumney Suuns Tank and the Bangas Shame Bökkers Rahaan Sadar Badar |

### 2019
| Dag             | Hotot                                                                                       | Teddy Widder                                                                  | Fuzzy Lop |
| --------------- | ------------------------------------------------------------------------------------------- | ----------------------------------------------------------------------------- | --- |
| Vrijdag 5 juli  | Ronnie Flex & Deuxperience Matt Corby dEUS plays The Ideal Crash De Staat Editors           | Altın Gün Tomo Como Rey Sam Fender Neneh Cherry Skepta Grace Jones            | Liniker e Os Caramelows Frank Carter & The Rattlesnakes Low Ezra Collective Rolling Blackouts Coastal Fever Tshegue George Fitzgerald |
| Zaterdag 6 juli | Cory Henry & The Funk Apostles Lewis Capaldi Balthazar The Roots Vampire Weekend Underworld | Ry X Maribou State Kamasi Washington Ólafur Arnalds Parquet Courts Thom Yorke | Sampa the Great Jonathan Wilson SONS Slowthai Mahalia Sho Madjozi                                                                     |
| Zondag 7 juli   | LP Khruangbin Beirut Foals Janelle Monáe                                                    | Sofi Tukker David August Aurora Rosalía Robyn                                 | Benny Sings Amber Arcades Donny Benét Jordan Rakei The Comet Is Coming Agar Agar                                                      |

### 2020
Geannuleerd wegens de coronapandemie

### 2021
Geannuleerd wegens de coronapandemie

### 2022
| Dag             | Hotot                                                             | Teddy Widder | Fuzzy Lop |
| --------------- | ----------------------------------------------------------------- | --- | --- |
| Vrijdag 1 juli  | Jungle by Night Two Door Cinema Club Loyle Carner Haim Disclosure | Sleaford Mods L'Impératrice S10 Clairo Wilco Teddy Takeover: Liza van den Brink & Michiel Peeters                             | Priya Ragu Sylvie Kreusch Molchat Doma Pongo Gabriels Squid Ajuma Maribou State DJ set                                  |
| Zaterdag 2 juli | Gang of Youths Polo & Pan My Baby Celeste The Smile Gorillaz      | Spinvis Easy Life Eefje de Visser Viagra Boys Little Simz Moderat Teddy Takeover: Elvin & Mattijs                             | Olivia Dean The Chats James BKS Joep Beving Dry Cleaning Hang Youth Steam Down Jungle by Night DJ set Tom Trago         |
| Zondag 3 juli   | Dub Inc Goldband Phoebe Bridgers Erykah Badu The War on Drugs     | Klangstof Santrofi Girl in Red St. Vincent BICEP (Live) Teddy Takeover: Menno de Meester & DJ Prima Teddy Takeover: DJ Arnold | Arooj Aftab Whispering Sons Stikstof Joy Crookes Amyl and the Sniffers Mezerg Afrodeutsche Colin Benders Avalon Emerson |

### 2023
Onder andere The Whitest Boy Alive, Joey Badass, Fred Again, Idles, Burna Boy, Phoenix en Paolo Nutini speelden op deze editie.

### 2024
| Dag             | Hotot                                                                              | Teddy Widder                                                                                               | Fuzzy Lop |
| --------------- | ---------------------------------------------------------------------------------- | --- | --- |
| Vrijdag 5 juli  | Sef The Gaslight Anthem Raye Eefje de Visser LCD Soundsystem                       | Nusantara Beat Sho Madjozi Nia Archives Yard Act Action Bronson TLM Airlines DJ Heartstring                | Kingfishr Bad Nerves Blondshell Naomi Sharon Psychedelic Porn Crumpets Noname Rabbit Radio: Vera Siemons & Liza van den Brink |
| Zaterdag 6 juli | Goldkimono Bombay Bicycle Club Declan McKenna L'Impératice Michael Kiwanuka Jungle | Islandman Yussef Dayes AURORA dEUS Pink Pantheress Kaytranada Fatima Yamaha Bella Octo Octa Black Cadmium  | Wodan Boys Jalen Ngonda Eliaz Mazian Bolis Pupul Kneecap Deadletter Scowl Rabbit Radio: Menno de Meester & DJ Prima           |
| Zondag 7 juli   | Sammy Rae & The Friends The Vaccines Jessie Ware Khruangbin The National           | Sor + sorkest The Beaches Jain The Last Dinner Party Olivia Dean Folamour Rabbit Radio: Arnold Scheepmaker | Nana Benz du Togo Mdou Moctar The Southern River Band Villagers Amaarae Ty Segall Hellie Palms Trax IJsland                   |

### 2025
| Dag             | Hotot                                                                                            | Teddy Widder | Fuzzy Lop                                                                                             |
| --------------- | ------------------------------------------------------------------------------------------------ | --- | --- |
| Vrijdag 4 juli  | Clean Pete's Rabbit Revue S10 Ezra Collective Amyl and the Sniffers De Jeugd 20 Massive Attack   | J. Bernardt The Lathums JPEGMafia Patti Smith Maribou State Tsepo Jyoty Interplanetary Criminal                                        | Rogê Chloe Qisha Mich Peter Cat Recording Co. Gurriers Smib Rabbit Radio: Menno de Meester & DJ Prima |
| Zaterdag 5 juli | Kokoroko Royel Otis Franc Moody Wet Leg Iggy Pop Underworld                                      | Quique Wunderhorse Pa Salieu Saint Levant Zaho de Sagazan FKA twigs Bibi Seck Salute Young Marco                                       | Benefits Bassolino Nieve Ella Model/Actriz Fat Dog Rabbit Radio: Vera Siemons & Liza van den Brink    |
| Zondag 6 juli   | Durand Jones & The Indications Hermanos Gutiérrez Bloc Party Tems Sam Fender Nothing but Thieves | Alogte Oho & His Sounds of Joy Hang Youth Japanese Breakfast Viagra Boys Beth Gibbons Floating Points Rabbit Radio: Arnold Scheepmaker | Ichiko Aoba Judeline Geordie Greep Yseult Greentea Peng Suze Ijó John Talabot                         |